# Lophotriccus
Genre
Lophotriccus est un genre d'oiseaux de la famille des Tyrannidae. la Commission internationale des noms français des oiseaux leur donne le nom vernaculaire de Microtyrans. Malgré tout, ils sont également appelés Todirostres ou Tyranneaux selon certaines sources comme Avibase,,,.

## Liste des espèces
Selon la classification de référence du Congrès ornithologique international (version 9.1, 2019) :
- Lophotriccus pileatus (Tschudi, 1844) — Microtyran chevelu
  - Lophotriccus pileatus luteiventris Taczanowski, 1884
  - Lophotriccus pileatus santaeluciae Todd, 1952
  - Lophotriccus pileatus squamaecrista (Lafresnaye, 1846)
  - Lophotriccus pileatus pileatus (Tschudi, 1844)
  - Lophotriccus pileatus hypochlorus von Berlepsch & Stolzmann, 1906
- Lophotriccus eulophotes Todd, 1925 — Microtyran eulophe
- Lophotriccus vitiosus (Bangs & Penard, TE, 1921) — Microtyran bifascié
  - Lophotriccus vitiosus affinis Zimmer, JT, 1940
  - Lophotriccus vitiosus guianensis Zimmer, JT, 1940
  - Lophotriccus vitiosus vitiosus (Bangs & Penard, TE, 1921)
  - Lophotriccus vitiosus congener Todd, 1925
- Lophotriccus galeatus (Boddaert, 1783) — Microtyran casqué